# 2054
Rok 2054 (MMLIV) gregoriánského kalendáře začne ve čtvrtek 1. ledna a skončí ve čtvrtek 31. prosince.

## Předpokládané a naplánované události
- 100. výročí prvního filmového zobrazení postavy Godzilla
- Budou se konat Zimní olympijské hry 2054